# Rhodostrophia transcaucasica
Rhodostrophia transcaucasica är en fjärilsart som beskrevs av Louis Beethoven Prout 1920. Rhodostrophia transcaucasica ingår i släktet Rhodostrophia och familjen mätare. Inga underarter finns listade.